# Драгиша Бинич
Драгиша Бинич (сербохорв. Dragiša Binić, нар. 20 жовтня 1961, Ниш, СФРЮ) — югославський футболіст, що грав на позиції нападника.
Виступав за національну збірну Югославії. Дворазовий чемпіон Югославії. Володар Кубка чемпіонів УЄФА.

## Клубна кар'єра
У дорослому футболі дебютував 1980 року виступами за команду клубу «Напредак» (Крушевац), в якій провів три сезони, взявши участь у 20 матчах чемпіонату.
Своєю грою за цю команду привернув увагу представників тренерського штабу клубу «Раднички» (Ниш), до складу якого приєднався 1983 року. Відіграв за команду з Ниша наступні чотири сезони своєї ігрової кар'єри. Більшість часу, проведеного у складі «Радничок», був основним гравцем атакувальної ланки команди.
Згодом з 1987 по 1991 рік грав у складі команд клубів «Црвена Звезда», «Брест», «Леванте» та «Црвена Звезда». З останньою командою двічі виборював титул чемпіона Югославії, ставав володарем Кубка чемпіонів УЄФА.
1991 року уклав контракт з клубом «Славія», у складі якого провів наступні два роки своєї кар'єри гравця. У складі «Славії» був одним з головних бомбардирів команди.
Протягом 1993—1994 років захищав кольори клубів АПОЕЛ та «Нагоя Грампус».
Завершив ігрову кар'єру в японському клубі «Тосу Фьючерс», за команду якого виступав протягом 1995 року.

## Виступи за збірну
1990 року дебютував в офіційних матчах у складі національної збірної Югославії. Протягом кар'єри у національній команді, яка тривала два роки, провів у формі головної команди країни три матчі, забивши один гол.

## Досягнення
- Чемпіон Югославії:

«Црвена Звезда»: 1987-88, 1990-91
- Володар Кубка європейських чемпіонів:

«Црвена Звезда»: 1990-91